# 布拉加多西奧 (密蘇里州)
布拉加多西奧（英語：Braggadocio）是位於美國密蘇里州佩米斯科特縣的非建制地區。

## 歷史
布拉加多西奧的郵局自1881年營運至今。

## 地理
布拉加多西奧所處的海拔為高於海平面81米（即266英呎），而該地所採用的時區為UTC-6，即北美中部時區（CST）。同時該地設有夏令時間，為UTC-6調快一小時，即UTC-5（CDT）。